# روز کایلا
کایلا دی (زاده 28 سپتامبر 1999) یک تنیس باز حرفه ای آمریکایی است. او دارای رتبه 86 تک نفره جهان توسط انجمن تنیس زنان است. به عنوان یک نوجوان، او یک عنوان قهرمانی گرند اسلم نوجوانان را در مسابقات آزاد US 2016 به دست آورد.
دی از هفت سالگی شروع به بازی تنیس کرد. مادرش اهل جمهوری چک است.